# Donna Regina
Donna Regina ist ein Elektronik-Pop-Duo, das aus dem Ehepaar Regina und Günther Janssen besteht und seit 1990 Platten veröffentlicht. Außerdem remixen sie Stücke von anderen Musikern wie zum Beispiel Wolfgang Flür (Ex-Kraftwerk).

## Geschichte
Günther Janssen arbeitet als Radiomoderator bei der Sendung „Rock-Zeit“ im Deutschlandfunk und komponiert Fernseh- und Filmmusiken. Außerdem produzierte er für den Bayerischen Rundfunk zwei Hörspiele: „Indisches Nachtstück“, nach einer Novelle von Antonio Tabucchi und „Dylan denken“. Für „Dylan denken“ erhielt er mit Theo Roos, den er auch bei dessen Lesungen musikalisch begleitet, im Mai 2001 den Preis Hörspiel des Monats. Regina Janssen, im Lohnberuf Stewardess, lieh ihre Stimme u. a. dem Yamo-Projekt von Wolfgang Flür, dem Guitar-Projekt von Michael Lückner (von den Computerjockeys) und Bertrand Burgalats Album Portrait-Robot (2005).
Aufgrund ihrer Popularität in Japan spielten Donna Regina ihr erstes Live-Konzert Ende 1996 in Tokio. Dort wurde ihre Musik auch für einen Werbespot von Nissan verwendet.
Bei den Internationalen Kurzfilmtagen Oberhausen 2002 erhielt das Video zu „Why“ (Regie: Graw Böckler) den ersten Preis der MuVi-Awards.
Zu den Künstlern, die Stücke von Donna Regina remixten, gehören Matthew Herbert, Mouse on Mars, A Certain Frank und Charles Wilp. 
Der Titel ihres Albums The Decline of Female Happiness bezieht sich auf die Studie The Paradox of Declining Female Happiness von Betsey Stevenson und Justin Wolfers.

## Diskografie

### Alben
- 2019: Transient
- 2014: Holding the Mirror for Sophia Loren
- 2010: The Decline of Female Happiness
- 2007: More*
- 2005: Slow Killer*
- 2003: Late*
- 2002: Northern Classic*
- 1999: A Quiet Week in the House*
- 1998: Planet Me
- 1996: Follow the Sea
- 1995: Her Beautiful Heart
- 1993: Almaty
- 1992: Lazing Away

*mit DJ Steffen Irlinger

### Singles
- 1990: Avec Le Temps

### Günther Janssen
- „Indisches Nachtstück“, Hörspiel-CD, ISBN 978-3895845406.